# Erika Saraceni
Erika Giorgia Anoeta Saraceni (Milano, 21 maggio 2006) è una triplista italiana, campionessa europea under 20 a Tampere 2025 e primatista nazionale under 20 della specialità.

## Biografia
Figlia dell'ex quattrocentista azzurro e campione mondiale master Enrico Saraceni, oltre all'atletica ha praticato ginnastica artistica, nuoto, tuffi e snowboard. Da cadetta, seguita da Giancarlo De Dionigi al campo Saini di Milano, ha iniziato a cimentarsi nei 300 metri ostacoli arrivando fino alla finale nazionale nel 2021, gara compromessa da una caduta alla prima barriera. Durante i successivi campionati di società ha sperimentato il salto triplo, che è poi diventato la sua disciplina principale.
Nel 2022 si è allenata a Treviglio con Paolo Brambilla, ma un infortunio muscolare l'ha costretta a fermarsi temporaneamente. Dopo il recupero è tornata a gareggiare sotto la guida di Aldo Maggi, modificando anche il piede di stacco, passando al destro. Il 2023 è stato un anno di svolta: ha conquistato la medaglia d'oro all'EYOF di Maribor con un salto da 13,42 m (stabilendo peraltro il primato italiano under 18) e si è piazzata ad un passo dal podio agli Europei under 20 di Gerusalemme.
Dal giugno 2024 si allena per i salti con Eugenio Paolino, trascorrendo periodi di preparazione anche a Imperia. Ai Mondiali under 20 di Lima ha vinto la medaglia di bronzo con un nuovo record personale di 13,47 m. L’anno seguente, nel 2025, ha ottenuto il suo primo titolo italiano assoluto indoor con un salto di 13,71 m, miglior misura di sempre per una junior italiana al coperto. L'8 agosto, poi, sale sul gradino più alto del podio agli Europei under 20 di Tampere con la misura di 14,24 m, stabilendo il record dei campionati e migliorando il record nazionale di categoria.

## Record nazionali
Juniores (under 20)
- Salto triplo: 14,24 m ( Tampere, 8 agosto 2025)
- Salto triplo indoor: 13,71 m ( Ancona, 23 febbraio 2025)

Allieve (under 18)
- Salto triplo: 13,42 m ( Maribor, 28 luglio 2023)

## Progressione

### Salto triplo
| Stagione | Misura  | Luogo   | Data       | Rank. Mond. |
| -------- | ------- | ------- | ---------- | ----------- |
| 2025     | 14,24 m | Tampere | 8-8-2025   |             |
| 2024     | 13,47 m | Lima    | 31-8-2024  |             |
| 2023     | 13,42 m | Maribor | 28-7-2023  |             |
| 2022     | 12,83 m | Lecco   | 7-5-2022   |             |
| 2021     | 11,42 m | Clusone | 16-10-2021 |             |

### Salto triplo indoor
| Stagione | Misura  | Luogo  | Data      | Rank. Mond. |
| -------- | ------- | ------ | --------- | ----------- |
| 2025     | 13,71 m | Ancona | 23-2-2025 |             |
| 2024     | 12,86 m | Ancona | 4-2-2024  |             |
| 2023     | 12,86 m | Ancona | 12-2-2023 |             |
| 2022     | 12,44 m | Ancona | 20-2-2022 |             |

## Palmarès
| Anno | Manifestazione | Sede            | Evento       | Risultato | Prestazione | Note                                                           |
| ---- | -------------- | --------------- | ------------ | --------- | ----------- | -------------------------------------------------------------- |
| 2022 | Europei U18    | Gerusalemme     | Salto triplo | 8ª        | 12,67 m     |                                                                |
| 2022 | EYOF           | Banská Bystrica | Salto triplo | 9ª        | 11,87 m     |                                                                |
| 2023 | EYOF           | Maribor         | Salto triplo | Oro       | 13,42 m     | Miglior prestazione nazionale under 18                         |
| 2023 | Europei U20    | Gerusalemme     | Salto triplo | 4ª        | 13,40 m     |                                                                |
| 2024 | Mondiali U20   | Lima            | Salto triplo | Bronzo    | 13,47 m     | Miglior prestazione personale                                  |
| 2025 | Europei U20    | Tampere         | Salto triplo | Oro       | 14,24 m     | Record dei campionati · Miglior prestazione nazionale under 20 |

## Campionati nazionali
- 1 volta campionessa nazionale assoluta del salto triplo (2025)
- 1 volta campionessa nazionale assoluta indoor del salto triplo (2025)
- 2 volte campionessa nazionale juniores del salto triplo (2024, 2025)
- 2 volte campionessa nazionale juniores indoor del salto triplo (2024, 2025)
- 1 volta campionessa nazionale allieve del salto triplo (2023)
- 1 volta campionessa nazionale allieve della staffetta 4×200 m (2022)
- 1 volta campionessa nazionale allieve della staffetta 4×100 m (2022)

2022
- Oro ai campionati italiani allieve indoor (Ancona), staffetta 4×200 m - 1'41"79
- Argento ai campionati italiani allieve indoor (Ancona), salto triplo - 12,44 m
- Oro ai campionati italiani allieve (Milano), staffetta 4×100 m - 47"67
- Argento ai campionati italiani allieve (Milano), salto triplo - 12,42 m
- Argento ai campionati italiani allieve (Milano), salto in lungo - 5,63 m

2023
- Argento ai campionati italiani allieve indoor (Ancona), staffetta 4×200 m - 1'42"13
- Argento ai campionati italiani allieve indoor (Ancona), salto triplo - 12,86 m
- Argento ai campionati italiani allieve (Caorle), staffetta 4×100 m - 47"42
- Oro ai campionati italiani allieve (Caorle), salto triplo - 12,76 m

2024
- Oro ai campionati italiani juniores indoor (Ancona), salto triplo - 12,86 m
- Oro ai campionati italiani juniores (Rieti), salto triplo - 12,94 m
- Bronzo ai campionati italiani assoluti (La Spezia), salto triplo - 13,43 m

2025
- Oro ai campionati italiani juniores indoor (Ancona), salto triplo - 13,51 m
- Oro ai campionati italiani assoluti indoor (Ancona), salto triplo - 13,71 m
- Oro ai campionati italiani juniores (Grosseto), salto triplo - 13,78 m
- Oro ai campionati italiani assoluti (Caorle), salto triplo - 13,86 m

## Altre competizioni internazionali
2025
- Campionati europei a squadre ( Madrid)
- Bronzo ai Campionati europei a squadre ( Madrid), salto triplo - 14,08 m